# Rio (Floride)
Pour les articles homonymes, voir Rio.
Rio est une census-designated place du comté de Martin, dans l'État de Floride, aux États-Unis,. En 2020, elle compte une population de 980 habitants.